# Carnforth
Carnforth est une ville et une paroisse civile anglaise située dans le comté du Lancashire.
- Ressource relative à la géographie :   - Open Domesday
- Notices d'autorité :   - VIAF
  - LCCN
  - Israël
  - WorldCat